# سيرغي فيدوروف
سيرغي فيدوروف (بالأوكرانية: Федоров Сергій Владиславович)‏ (18 فبراير 1975 بكييف في أوكرانيا - ) هو مدرب كرة قدم ولاعب كرة قدم أوكراني في مركز قلب الدفاع. شارك مع منتخب أوكرانيا تحت 21 سنة لكرة القدم ومنتخب أوكرانيا لكرة القدم. أما مع النوادي، فقد لعب مع أرسنال كييف وتشورنومورتس أوديسا ودينامو كييف والنادي المركزي للجيش كييف وFC Zirka Kropyvnytskyi ‏.

## وصلات خارجية
- سيرغي فيدوروف على موقع الاتحاد الأوربي (الإنجليزية)
- سيرغي فيدوروف على موقع اتحاد أوكرانيا (الإنجليزية)
- سيرغي فيدوروف على موقع قاعدة بيانات كرة القدم.إي يو (الإنجليزية)
- سيرغي فيدوروف على موقع ناشيونال فوتبول تيمز (الإنجليزية)
- سيرغي فيدوروف على موقع Soccerway.com (الإنجليزية)
- سيرغي فيدوروف على موقع عالم كرة القدم.نت (الإنجليزية)